# اولورون-سنت-ماری
اولورون-سنت-ماری (به فرانسوی: Oloron-Sainte-Marie) یک کمون در فرانسه است که در پیرنه-آتلانتیک واقع شده‌است.

## خصوصیات
اولورون-سنت-ماری ۶۸٫۳۱ کیلومترمربع مساحت و ۱۰٬۶۷۸ نفر جمعیت دارد و ۲۲۰ متر بالاتر از سطح دریا واقع شده‌است.

## خواهرخوانده
شهر Jaca خواهرخواندهٔ اولورون-سنت-ماری هست.